# Toronto FC II
El Toronto FC II es un equipo de fútbol de Canadá que juega en la MLS Next Pro, la tercera división de fútbol de los Estados Unidos.

## Historia
Fue fundado en el año 2014 en la ciudad de Vaughan, Ontario y es el principal equipo filial del Toronto FC de la MLS, con el cual tiene un vínculo directo con su academia de fútbol. Es uno de los equipos de expansión de la USL PRO para la temporada 2015.
Jugó en la USL hasta 2018, cuando migró a la USL League One desde 2019.
En 2022, el Toronto FC II se incorporó a la nueva MLS Next Pro.

## Jugadores

### Equipo 2024
- Incluye jugadores a préstamo desde el primer equipo, jugadores de las inferiores, jugadores seleccionador de los SuperDrafts y jugadores a prueba.